# Сражение при Игане
Сражение при Игане (польск. Bitwa pod Iganiami) — одно из сражений между русскими и польскими войсками во время Польского восстания 1830—1831 годов, произошедшее 10 апреля 1831 года возле деревни Игане, неподалёку от города Седльце.

## Перед сражением
Поляки, пользуясь отсутствием реакции Дибича на сражение при Дембе-Вельке, ещё раз попытались перерезать его коммуникации, для чего повторно атаковали русский обсервационный корпус Розена. Польские силы генерала Прондзинского вышли из Варшавы через Прагу и двигалась в сторону брестской дороги. Во время марша Прондзинский столкнулся с 6-м русским корпусом под командованием генерала Розена, который отступал по брестской дороге на Седльце, где находились русские военные склады с артиллерийским парком в 60 орудий.

## Ход сражения
С русской стороны сражением, вместо отлучившегося Розена, вновь руководил барон Гейсмар. Он отдал приказ отойти за реку Мухавка.
Прондзинский начал атаку 10 апреля около 15.00, надеясь, что в ходе боя прибудут оставшиеся польские группы и с помощью которых корпус Розена будет окружен и уничтожен. Конная артиллерия авангарда польских войск начала обстрел позиций русской пехоты в деревне Игане, не дожидаясь подхода основных сил. Выйдя на равнину, поляки попали под шквальный огонь 28 русских орудий с другого берега реки Мухавки. Недостаточная дальность действия польской артиллерии не позволила ответить на этот огонь. Несмотря на значительные потери, 8-й пехотный полк, атакуя на правом крыле, захватил восточную часть Игане. Три русских егерских батальона, направленные с восточного берега Мухавки, переправились через мост и оттеснили 8-й пехотный полк на исходные позиции.
В это время появились русские части, отступающие из Костшина. Прибывший в середине сражения Розен приказал Гейсмару продолжать командовать войсками.
Прондзинский лично повел 6 пехотных батальонов в атаку на кавалерию Сивирса. Русские не выдержали и начали отступать. Однако их оставленные позиции были заняты силами 2 пехотных полков. Прондзинский выделил для атаки этих позиций пехотный полк, а сам во главе 5-го полка двинулся через Игане в сторону и в тыл егерям, атакующим 8-й пехотный полк. Русская артиллерия из-за Мухавки прекратила огонь, чтобы не поразить своих солдат. Прондзинский этим воспользовался и атаковал русских с тыла, уничтожив их в штыковой атаке.
Русские остановили атаку на 8-й полк и попытались огнем остановить атаку Прондзинского. Когда это не дало результатов, они прекратили огонь и стали отступать в сторону переправы на Мухавке, преследуемые поляками. Лишь части русских солдат удалось переправиться на другой берег, остальные сложили оружие. Кавалерии Сиверса и 2 пехотным полкам удалось уйти за Мухавку. Бой закончился около 19:00.

## Результаты
Потери русских составили около 5000 человек убитыми, ранеными и пленными. Поляки потеряли около 4000 солдат.
Некомпетентность действий Скшинецкого, который появился со своей группой только после сражения, спасла Розена от полного разгрома и не позволила взять Седльце. Прондзинский настаивал на продолжении атаки, но Скшинецкий отказался. Когда Дыбич оказался в опасной близости от Седльце, Скшинецкий приказал отступить. Русским войскам удалось сохранить коммуникации главной армии в неприкосновенности. Это сражение стало последней крупной наступательной операцией польских войск во время восстания.